# Rheotanytarsus kuantanensis
Rheotanytarsus kuantanensis är en tvåvingeart som beskrevs av Kyerematen, Andersen och Ole Anton Saether 2000. Rheotanytarsus kuantanensis ingår i släktet Rheotanytarsus och familjen fjädermyggor. Inga underarter finns listade i Catalogue of Life.